# Formiga
Formiga là một đô thị thuộc bang Minas Gerais, Brasil. Đô thị này có diện tích 1502,443 km², dân số năm 2007 là 66834 người, mật độ 42,97 người/km².